# Hawryliwci (obwód czerniowiecki)
Hawryliwci (ukr. Гаврилівці) – wieś na Ukrainie, w obwodzie czerniowieckim, w rejonie czerniowieckim, w hromadzie Kocmań. W 2001 liczyła 341 mieszkańców, spośród których 339 wskazało jako ojczysty język ukraiński, a 2 rosyjski.